# 達氏近魟
達氏近魟（学名：Plesiobatis daviesi），又名達氏深水尾魟、魴仔，为軟骨魚綱燕魟目近魟科深水尾魟屬下的一个种。该物种体长可达2.7米，体宽可达1.5米，栖息深度为275米至680米。